# Terkel Møhl
Terkel Møhl (født 20. juni 1965) er en dansk musiker, gymnasielærer; universitetsuddannet i historie og engelsk fra Roskilde Universitet og med en fortid som forskningsassistent bag sig. Han er bedst kendt som bassist i det danske rockband, Magtens Korridorer.

## Diskografi
Med Magtens Korridorer
- 2005: Friværdi
- 2007: Det krøllede håb
- 2009: Milan Allé
- 2011: Imperiet falder
- 2014: Før alting bliver nat
- 2018: Halvt til helt
- 2021: Club Promise